# Воздухопроницаемость
Воздухопроница́емость — способность материалов и конструкций пропускать воздух под влиянием перепада давления воздуха. Во многих областях материального производства воздухопроницаемость материала является одним из важнейших параметров, т.к определяет свойства конечного продукта (например, при производстве одежды, обуви, упаковочных и строительных материалов).
Единицы измерения воздухопроницаемости - м³/(м²·ч) (кубический метр на квадратный метр в час) и дм³/(м²·с) (кубический дециметр на квадратный метр в секунду).
В строительстве для измерения воздухопроницаемости ограждающих конструкций здания применяется аэродверь.